# ورش (کلینویک)
ورش (کلینویک) (به لاتین: Varoš (Kalinovik)) یک منطقهٔ مسکونی در بوسنی و هرزگوین است که در کالینویک واقع شده‌است.